# Автошлях Т 2304
| Маршрут: Т 2304             | Маршрут: Т 2304 |
| --------------------------- | --------------- |
| Кам'янець-Подільський район |                 |
| Томашівка                   | Т 2321          |
| Томашівка — центр           | 1,3 км          |
| На Удріївці                 | 5,8 км          |
| смт Дунаївці                | 8,4 км          |
| Міцівці                     | 11,3 км Н03     |

Автошля́х Т 2304 — територіальний автомобільний шлях в Україні, Томашівка — Міцівці. Проходить територією Кам'янець-Подільського району Хмельницької області.
Починається з автошляху Т 2321 в селі Томашівка Кам'янець-Подільського району, проходить через селище Дунаївці та закінчується в селі Міцівці на автошляху Н03.
Покриття:
- участок Томашівка — Дунаївці — щебінь. Основна (проїжджа) частина дороги має ширину 10 м, загальна ширина — 11 м;
- участок Дунаївці — Міцівці  — асфальт. Основна (проїжджа) частина дороги має ширину 6 м, загальна ширина — 10 м

Загальна довжина — 11,3 км.